# Raymond Domenech
Raymond Manuel Albert Domenech (* 24. ledna 1952, Lyon, Francie) je bývalý francouzský fotbalista a současný trenér.
Jako hráč oblékal dres týmů Olympique Lyonnais (1969–1977), RC Strasbourg (1977–1981), Paris Saint-Germain (1981–1982), Girondins de Bordeaux (1982–1984) a FC Mulhouse (1984–1988).

## Trenérská kariéra
Mezi kluby, které v minulosti trénoval, patří FC Mulhouse (1985–1989) a Olympique Lyonnais (1989–1993). Nyní vede mládežnický tým Athletic Club de Boulogne-Billancourt.
Na mezinárodní scéně působil mezi lety 1993-2004 jako trenér francouzské fotbalové reprezentace do 21 let, kterou v roce 2002 dovedl na Mistrovství Evropy hráčů do 21 let ve Švýcarsku do finále proti české jedenadvacítce. Francie podlehla v penaltovém rozstřelu a získala stříbro.
V letech 2004-2010 působil jako trenér seniorské francouzské fotbalové reprezentace. V roce 2006 se probojovali jeho svěřenci do finále proti Itálii, které prohráli 3:5 v penaltovém rozstřelu. Jeho jméno vešlo ještě více ve známost poté, kdy vyřadil po vzájemném konfliktu v průběhu Mistrovství světa ve fotbale 2010 z týmu Nicolase Anelku. Toto vyústilo ve stávku některých hráčů a konci francouzské fotbalové reprezentace již v základní skupině šampionátu. O svém působení u francouzské reprezentace napsal knihu s názvem Úplně sám (vyšla v roce 2012), ve které své bývalé svěřence (Francka Ribéryho, Nicolase Anelku, Samira Nasriho, Karima Benzemu a další) podrobil kritice.